# Kryg (herb szlachecki)
Kryg (Krieg) – herb szlachecki.

## Opis herbu
W polu czerwonym rycerz zbrojny z przyłbicą otwartą, z pióropuszem czerwonym na hełmie. W prawej ręce szabla wzniesiona. Lewa ręka przy pochwie. Korona rangowa hrabiowska. W klejnocie pół takiego samego rycerza.

## Najwcześniejsze wzmianki
Indygenat galicyjski z r. 1820.

## Herbowni
Krieg (herb własny).